# Балкански
Балка̀нски е село в Североизточна България. То се намира в община Разград, област Разград.

## География
Село Балкански е разположено на 15 km от град Разград. Землището му на изток граничи с това на областния град, на север с това на Осенец, а на запад и юг - съответно с Костанденец, Помощица и Благоево. Свързва се с републиканската пътна мрежа посредством Републикански път III-2004. Релефът е хълмист, а селището е от редичен поселищен тип, разположено по поречието на реката Калфа дере, приток на Бели Лом.

## История
Археологически паметници в района на селото сочат, че той е населяван от предисторически времена. Откритите в местността Ялията на 3 км южно от селото находки са от Каменната ера. През 1914 Карел Шкорпил съобщава за две могили в долината на Калфа дере, в участъка на които по-късно са разкрити останки от сложна конска сбруя и двуколесна бойна колесница от тракийски произход. Останки от антично селище, в което са открити и римски монети, са идентифицирани в местността Беджина. На 4 км в югоизточна посока са разкрити останки от зидове, керамика, вотивни изображения на Юпитер и Юнона, колективна монетна находка от управлението на Констанций I Хлор до това на Констанций III. Последните навеждат изследователите на заключението, че е разкрито селището Мансио Маскиобрия. През 1920 Анание Явашов разкопава могилата „Гювенджа“ и съдейки по направените находки също счита, че тя е била селищна и е спирка на римския път от Никополис ад Иструм до Абритус. Каменни фрагменти от античните градежи са използвани за строеж на стопански постройки от местните жители до началото на XX век.
Според Явашов, който цитира османски ръкопис на Хасан Бей-Заде от 1383 г. районът на Разград и околоните селища е завладян от с много жестокост от Али паша Джандарлъ и неговите бойни командири Туган бей и Яхши бей. През османския период селото носи названието Дермен Калфа кьой и Мустафа Халифе. Според местни краеведи, цитиращи османски документи от 1573 и 1678 тези названия сочат, че наред с овцевъдството, в района на селото е развито и воденично дело. Между 1934 и 1950 г. селото се нарича Телец. Според устните традиции и запазените обичаи се счита, че населението на село Балкански са балканджии, преселили се от Троянския и Еленския балкан. Съществуват девет селски махали – Централна, Сърт махала, Дяновска, Габровска, Сиврийска, Шекер, Тончовска, Царска и Таралеж махала.
- Гимназисти от Балкански и други селища под строй преди час по химия в Разград, 1939
- Гимназисти отбелязват Димитровден в селото, 1941
- Курс по птицевъдство в село Телец, ок. 1950
- Честване на 50-годишен юбилей на родените през 1924 в селото, 1974

## Население
Численост на населението според преброяванията през годините:
| \| Година на преброяване \| Численост \| \| --------------------- \| --------- \| \| 1934 \| 1499 \| \| 1946 \| 1477 \| \| 1956 \| 1241 \| \| 1965 \| 1069 \| \| 1975 \| 773 \| \| 1985 \| 430 \| \| 1992 \| 398 \| \| 2001 \| 365 \| \| 2011 \| 247 \| \| 2021 \| 241 \| |           |
| Година на преброяване | Численост |
| 1934 | 1499      |
| 1946 | 1477      |
| 1956 | 1241      |
| 1965 | 1069      |
| 1975 | 773       |
| 1985 | 430       |
| 1992 | 398       |
| 2001 | 365       |
| 2011 | 247       |
| 2021 | 241       |

### Етнически състав
Преброяване на населението през 2011 г.
Численост и дял на етническите групи според преброяването на населението през 2011 г.:
|                     | Численост | Дял (в %) |
| Общо                | 247       | 100.00    |
| Българи             | 219       | 88.66     |
| Турци               | 3         | 1.21      |
| Цигани              | 6         | 2.42      |
| Други               |           |           |
| Не се самоопределят |           |           |
| Неотговорили        | 17        | 6.88      |

## Религии
В селото се изповядва Източноправославно християнство, като местния храм „Свети Димитър“ е изграден и осветен през 1897. Основна заслуга за това тогава имат свещеникът Илия Поптодоров, кметът на селото Радан Христов и уста Тодор Тончев.

## Културни и природни забележителности
Военният паметник в центъра на село Балкански засвидетелства почит към загиналите войници-жители на селището в Балканските войни (1912 – 1913 г.), Първата световна война (1914 – 1918) и Втората световна война (1939 – 1945).

## Редовни събития
Празникът на селотo е на Димитровден, когато се провежда и местния събор. С местно значение също се празнуват Бабинден и Трифон Зарезан.

## Кухня
Супа от черен боб (бакла), картофи с ориз, баница и др.

## Личности
- Илия Николов Попилиев и съпругата му Гизела Фишер – дарители на църквата и на местни краеведски издания.